# Toftaknúkur
Toftaknúkur är ett berg i Färöarna (Kungariket Danmark).   Det ligger i sýslan Norðoyar, i den nordöstra delen av landet, 30 km norr om huvudstaden Tórshavn. Toppen på Toftaknúkur är 214 meter över havet. Toftaknúkur ligger på ön Borðoy.
Terrängen runt Toftaknúkur är kuperad. Havet är nära Toftaknúkur åt sydost.  Närmaste större samhälle är Klaksvík, 5,7 km sydväst om Toftaknúkur. Trakten runt Toftaknúkur består i huvudsak av gräsmarker.